# Родислав (линейный корабль)
«Родислав» — 66-пушечный парусный линейный корабль Балтийского флота Российской империи. Один из кораблей типа «Азия». Был заложен в 1778 году в Архангельске, спущен на воду в 1782 году, принимал участие в русско-шведской войне 1788—90 годов. Затонул 24 октября (4 ноября) 1789 года, сев на мель у острова Нарген (Найссаар).

## История
Был заложен 5 (16) октября 1778 года на Соломбальской верфи в Архангельске. Строительство велось под руководством корабельного мастера Михаила Портнова. После спуска на воду 21 мая (1 июня) 1782 года вошел в состав Балтийского флота.
В июле—августе 1782 года в составе отряда перешел из Архангельска в Кронштадт. В 1784—86 годах в составе эскадр находился в практических плаваниях в Балтийском море. 20 (31) декабря 1787 года был назначен в состав Средиземноморской эскадры.
После начала русско-шведской войны (1788—90), 23 июня (4 июля) 1788 года вышел из Кронштадта в составе эскадры адмирала С. К. Грейга и 6 (17) июля принял участие в Гогландском сражении. В сражении, в ходе которого корабль находился в кордебаталии русской эскадры, потерял 27 человек убитыми и 27 членов экипажа ранеными, получил много пробоин. После сражения крейсировал в составе флота в Финском заливе, а 14 (25) августа в составе отряда перешел к полуострову Гангут для контроля за шхерным фарватером. 5 (16) октября принял участие в отражении атаки отряда шведского гребного флота и 17 (28) октября с отрядом пришёл в Ревель.
2 (13) июля 1789 года в составе эскадры под командованием адмирала В. Я. Чичагова вышел из Ревеля и 15 (26) июля участвовал в Эландском сражении. Затем до 16 (27) августа крейсировал с эскадрой в районе мыса Дагерорт и островов Борнхольм и Готланд, после чего вернулся в Ревель.
20 (31) августа 1789 года вновь вышел в море и в составе отряда направился к полуострову Паркалаут, а затем к проливу Барезунд, где 8 (19) сентября во главе отряда атаковал шведскую гребную флотилию и береговые батареи. В результате боя батареи были захвачены, а шведские корабли отступили в глубь пролива. 14 (25) октября в составе отряда вышел из пролива Барезунд, но на следующий день из-за не точности карты и компаса сел на мель у острова Нарген, не смог сняться и к вечеру того же дня наполнился водой. Экипаж был эвакуирован, а сам корабль затонул 24 октября (4 ноября).

## Командиры
Командирами корабля в разное время служили:
- И. Н. Курманалеев (1782, 1784-87 годы);
- Д. Тревенен (1788—89 годы).